# امگا² دلو
امگا² دلو یک ستاره است که در صورت فلکی دلو قرار دارد.